# Merlenforst
Merlenforst ist eine aus einer Hofschaft hervorgegangene Ortslage in der Stadt Leichlingen (Rheinland) im Rheinisch-Bergischen Kreis.

## Lage und Beschreibung
Merlenforst liegt östlich der Landesstraße L288 in unmittelbarer Nachbarschaft zu den Wohnplätzen Stockberg, Am Adler, Hüttchen und Windgesheide, die sich alle im Umkreis von 200 Metern befinden. Der ursprüngliche Siedlungskern der in der ersten Hälfte des 20. Jahrhunderts noch eigenständigen Ortschaft liegt westlich der nach ihm benannten Straße Merlenforst in Höhe der Fußgängerbrücke über die Bahngleise. Der gesamte, mittlerweile geschlossen bebaute Ortsbereich ist heute nach dem benachbarten Wohnplatz Windgesheide benannt.
Westlich von Merlenforst befanden sich auf Langenfelder Stadtgebiet die Leichlinger Sandberge, die für den Sandabbau weitgehend abgetragen wurden. Weitere benachbarte, zumeist die in westliche Vorstadt Leichlingens aufgegangene Orte sind Kellerhansberg, Unterschmitte, Roßlenbruch, Bockstiege und Bahnhof. Ziegwebersberg und Staderhof haben ihre eigenständige Lage bewahrt.

## Geschichte
Merlenforst lag östlich der Sandstraße, einer Altstraße von Aufderhöhe nach Opladen und heutige Landesstraße L288. Die Preußische Uraufnahme von 1844 verzeichnet den Ort als Merlenforst, ebenso die Leichlinger Gemeindekarte von 1830.
1815/16 lebten acht Einwohner im Ort. 1832 gehörte Merlenforst der Bürgermeisterei Leichlingen an. Der laut der Statistik und Topographie des Regierungsbezirks Düsseldorf als Hofstadt kategorisierte Ort besaß zu dieser Zeit zwei Wohnhäuser und zwei landwirtschaftliche Gebäude. Zu dieser Zeit lebten 19 Einwohner im Ort, davon zwei katholischen und 17 evangelischen Glaubens. 1867 wurde bei Merlenforst die Bahnstrecke Gruiten–Köln-Mülheim eröffnet. 
Im Gemeindelexikon für die Provinz Rheinland werden 1885 sechs Wohnhäuser mit 31 Einwohnern angegeben. 1895 besitzt der Ort vier Wohnhäuser mit 29 Einwohnern, 1905 fünf Wohnhäuser und 29 Einwohner.
Ab Mitte des 20. Jahrhunderts schlossen sich die Lücken in der Wohn- und Gewerbebebauung mit den benachbarten Wohnplätzen und Merlenforst wurde Teil der westlichen Vorstadt Leichlingens. In den 1960er Jahren wurde eine Fußgängerbrücke über die Bahngleise erbaut, die einen Bahnübergang bei Windgesheide ersetzte und 2013 aufgrund von Baufälligkeit gesperrt werden musste. Nachdem die Brücke von der Stadt als entbehrlich aufgegeben werden sollte, begannen im März 2015 aufgrund von Anwohnerprotesten für 600.000 Euro der Bau einer neuen Brücke.